# Жамбовская, Нина Ивановна
Нина Ивановна Жамбовская (в девичестве — Культявова) — советский передовик сельскохозяйственного производства, свинарка колхоза «Красный огородник-садовод» Ленинского района Московской области, Герой Социалистического Труда (1950). 

## Биография
За достижение высоких показателей в животноводстве 18.09.1950 года свинарке колхоза «Красный огородник-садовод» Н. И. Культявовой было присвоено звание Герой Социалистического Труда. Вышла замуж за военнослужащего Михаила Андреевича Жамбовского. Жила в Петропавловске-Камчатском и Москве. После выхода в отставку мужа поселились на родине мужа, на Украине, в городе Волноваха Донецкой области. До выхода на пенсию работала в детском садике № 4 «Солнышко» няней в младших группах. Умерла в 1997 году, похоронена на местном кладбище.